# Gemeinde Horjul

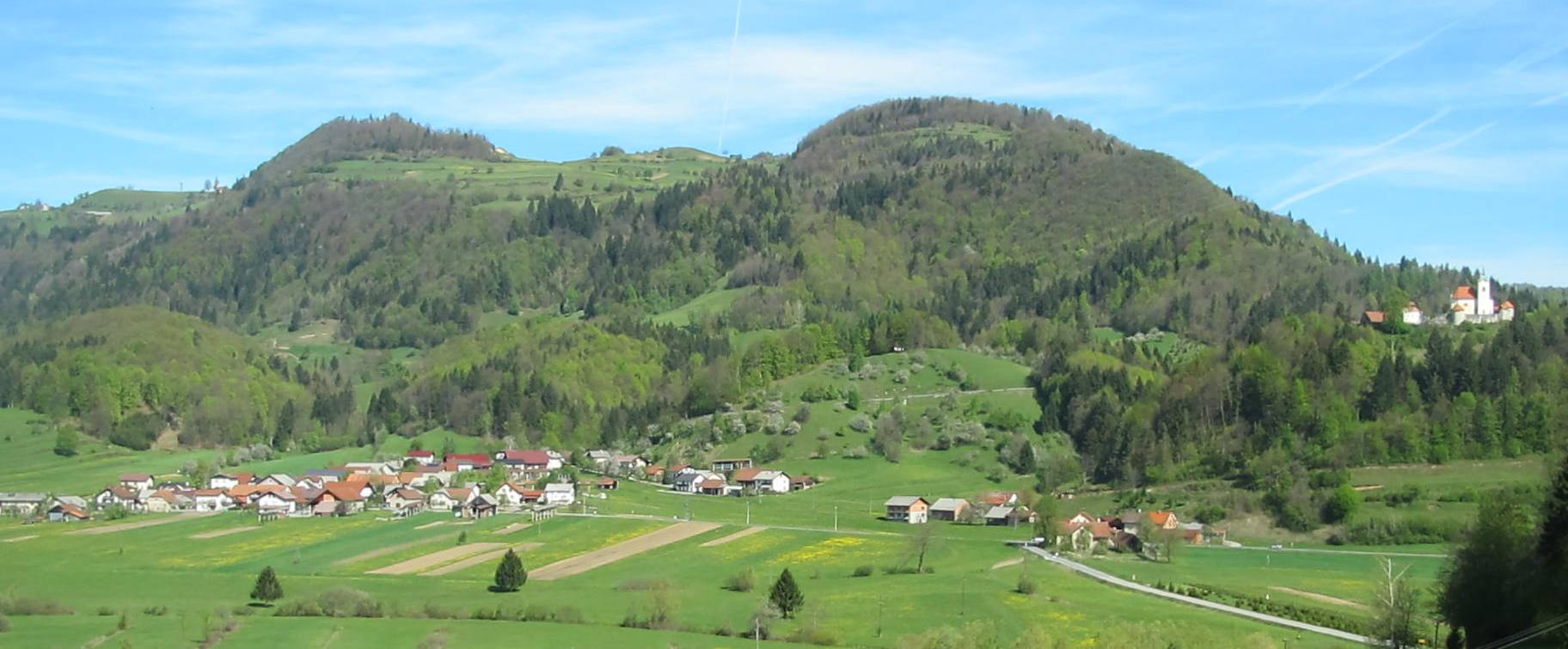
Zaklanec bei Horjul

Die Gemeinde Horjul (deutsch Baumkirch in der Oberkrain) ist eine Gemeinde in der historischen Landschaft Dolenjska (Unterkrain), Region Osrednjeslovenska in Slowenien. Hauptort und Verwaltungssitz ist die Ortschaft Horjul.

## Lage
Die aus neun Ortschaften bestehende Gemeinde liegt 14 km westlich von Ljubljana.

## Ortsteile
- Horjul, (deutsch „Baumkirch in der Oberkrain“)
- Koreno nad Horjulom, (deutsch „Korein in der Oberkrain“)
- Lesno Brdo, (deutsch „Lessenberg“)
- Ljubgojna, (deutsch „Lublogoin“)
- Podolnica, (deutsch „Padomitz“)
- Samotorica, (deutsch „Ehreneck“)
- Vrzdenec, (deutsch „Schönbrunn“)
- Zaklanec, (deutsch „Unterklantz“)
- Žažar (deutsch „Zatzer“)

## Nachbargemeinden
| Dobrova-Polhov Gradec  | Dobrova-Polhov Gradec                       | Dobrova-Polhov Gradec |
| Dobrova-Polhov Gradec, | Kompassrose, die auf Nachbargemeinden zeigt | Dobrova-Polhov Gradec |
| Vrhnika                | Vrhnika                                     | Log-Dragomer, Vrhnika |

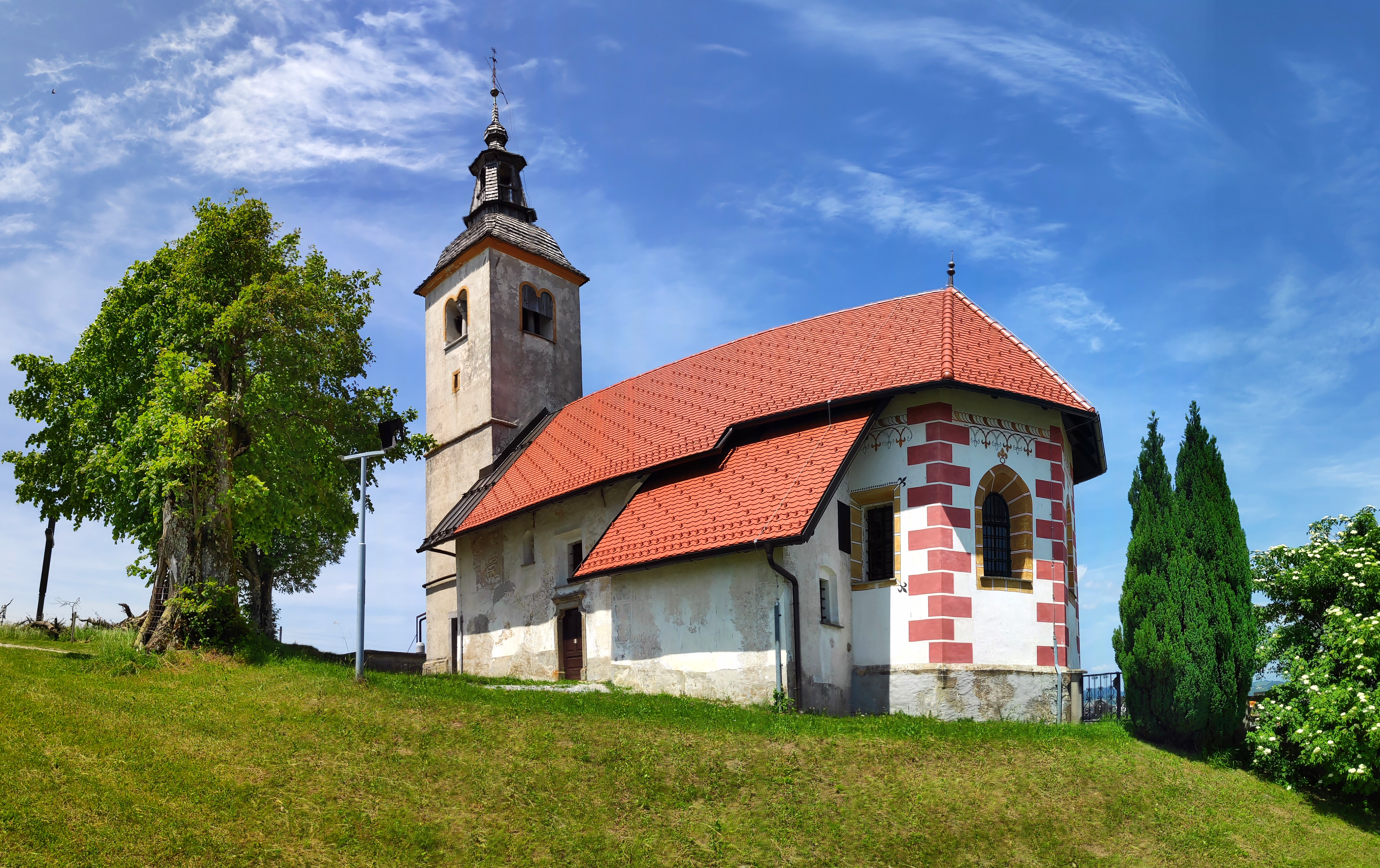
Koreno nad Horjulom, SSt. Hermagoras und Fortunatus
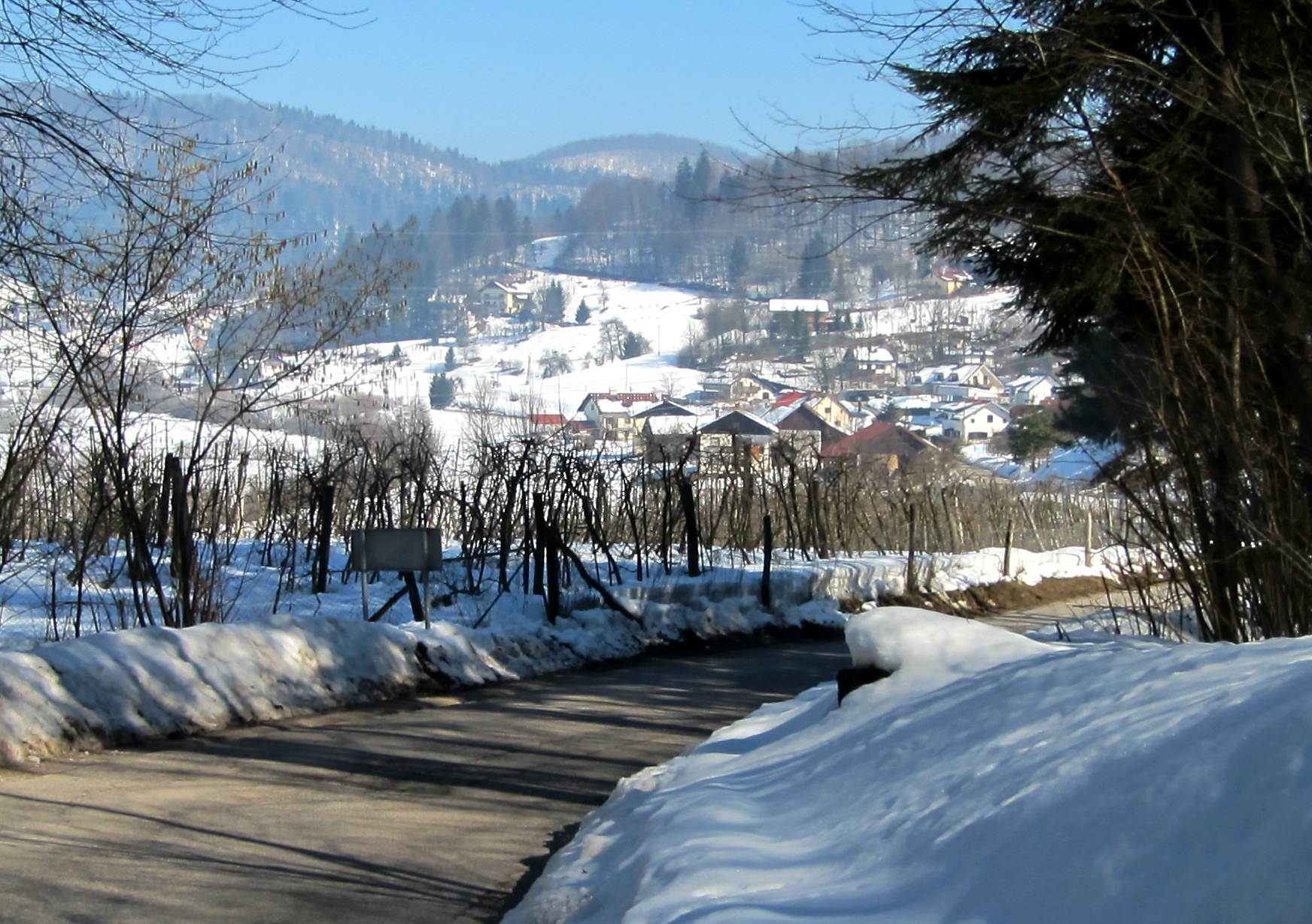
Lesno Brdo
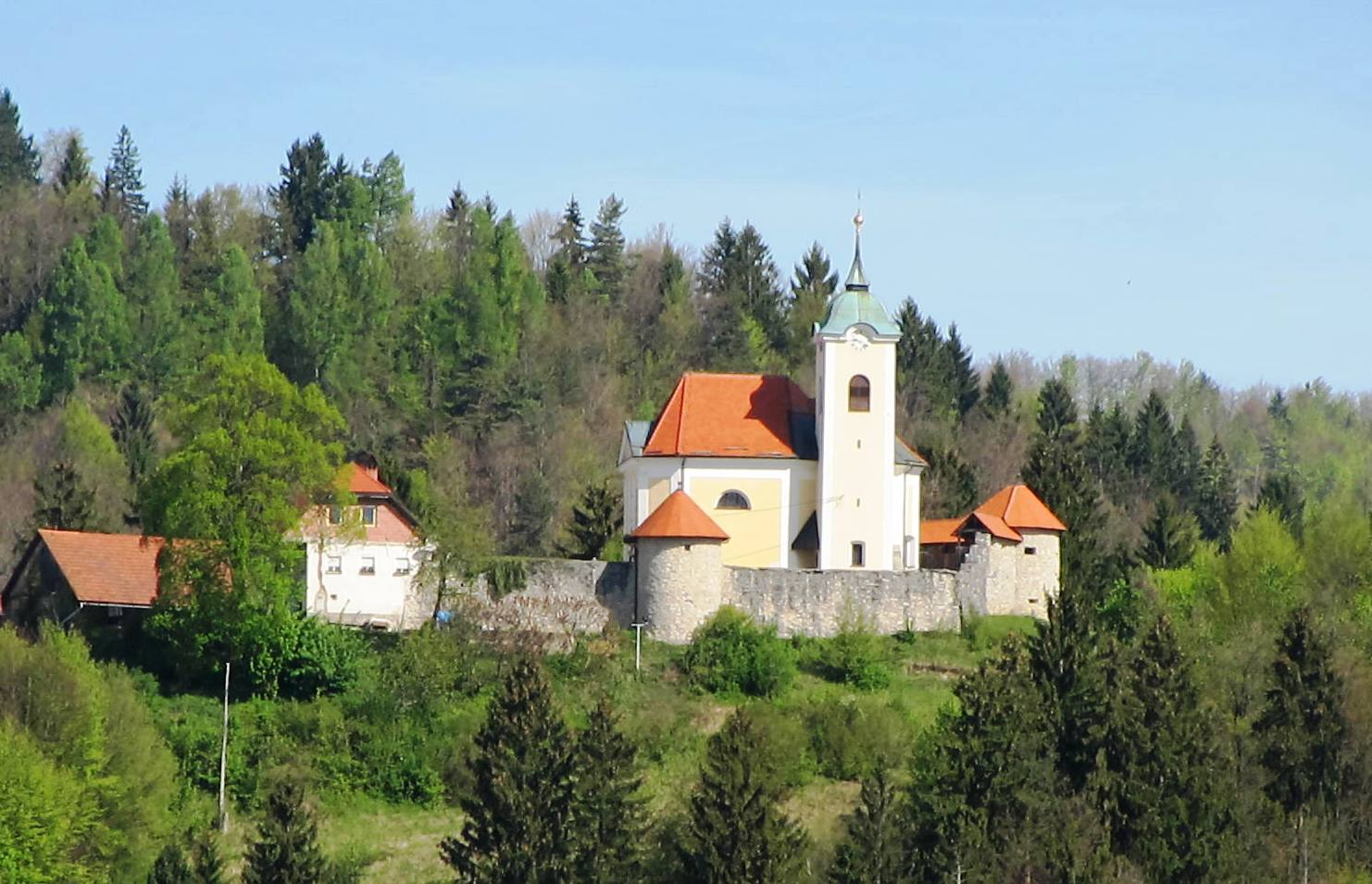
Podolnica, St. Ulrich
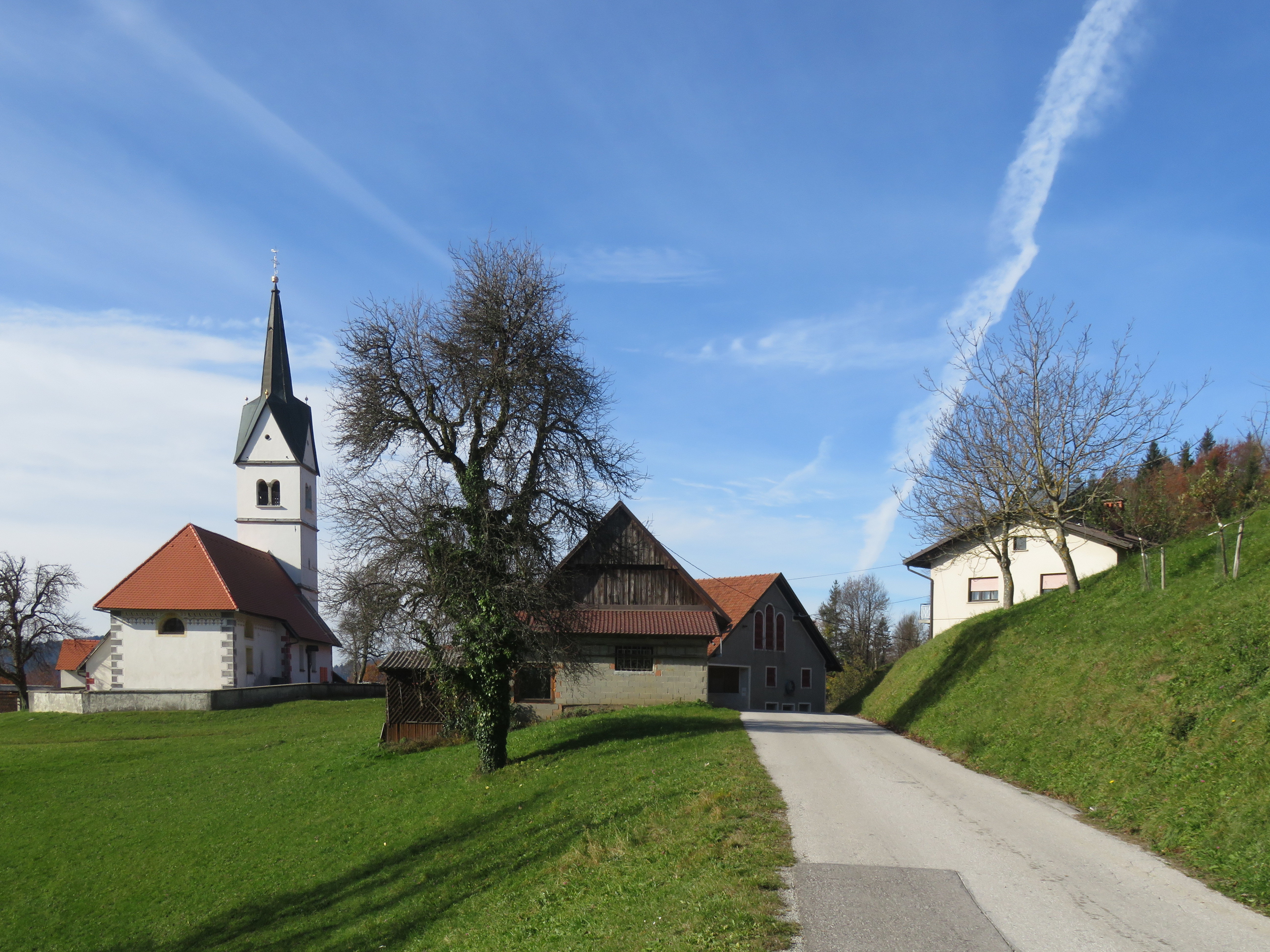
Samotorica, St. Michael

## Geschichte
Auf dem Gebiet der Gemeinde Horjul wurden bisher (Stand 1/2024) insgesamt zwei Massengräber aus der Zeit des Zweitens Weltkrieg gefunden. 

## Nachweise
1. ↑  Population by settlements, detailed data, 1 January 2023. Abgerufen am 27. Januar 2024.
2. ↑  Siedlungen in Horjul (Osrednjeslovenska, Slowenien) - Einwohnerzahlen, Grafiken, Karte, Lage, Wetter und Web-Informationen. Abgerufen am 27. Januar 2024.